# Acacia ehrenbergiana
Acacia ehrenbergiana Hayne – gatunek drzewa lub czasami krzewu liściastego z rodziny bobowatych (Fabaceae Lindl.). Występuje naturalnie w Afryce Północnej.

## Rozmieszczenie geograficzne
Rośnie naturalnie w Mauretanii, Maroku, Algierii, Tunezji, Libii i Egipcie.

## Morfologia
PokrójDrzewo lub krzew dorastający do 2–6 (rzadziej do 7) m wysokości. Kora nie jest pokryta proszkiem. Czasami odrywa się od pnia, odsłaniając zielonkawożółte, gładkie drewno.
Gatunki podobneAcacia hockii, A. seyal.

## Biologia i ekologia
Naturalnymi siedliskami są suche obszary półpustyń na piaszczystym podłożu. Rośnie także na glebach gliniasto-żwirowych i kamienistych. Czasami występuje w dolinach uedów. Siedliska dzieli między innymi z parolistowatymi (Zygophyllaceae) i Panicum turgidum.